# ح
ح (arabsky حاء, ḥāʾ, výslovnost: ḥ, IPA: ħ, persky حه, he, výslovnost: h, IPA: h) je arabské písmeno. Písmeno se může v textu nacházet ve čtyřech podobách, podle toho, v které části slova se nachází:
| samostatné | na konci slova | na začátku slova | uprostřed slova |
| ---------- | -------------- | ---------------- | --------------- |
| ﺡ          | ﺢ              | ﺣ                | ﺤ               |

Z písmena jsou pomocí diakritických značek odvozena další písmena:
- خ - pomocí tečky nad,
- ج - pomocí tečky pod,
- چ - pomocí tří teček pod - perské če,
- ڇ - pomocí čtyř teček pod - používané v jazyce rádžasthánština, sindhština, khowarština,[1][2][3]
- ځ - pomocí hamzy nad - paštúnština, khowarština,[2][4]
- ڂ pomocí dvou teček svisle nad - khowarština,[2]
- ڃ - pomocí dvou teček vodorovně pod - sindhština, konkánština,[3][5]
- ڄ - pomocí dvou teček svisle pod - jazyk saraiki, sindhština,[6][3]
- څ - pomocí tří teček nad - paštúnština, konkánština, khowarština,[4][5][2][7]
- ݮ - pomocí písmena ط pod - khowarština,[2][7]
- ݯ - pomocí písmena ط a dvou teček pod - khowarština,[2][7]

Unicode dále obsahuje varianty:
- ڿ - pomocí jedné tečky nad a tří teček pod,[8]
- ݗ - pomocí dvou teček vodorovně nad,[9]
- ݘ - pomocí inverzně umístěných tří teček pod,[9]
- ݲ - pomocí písmena ط nad,[9]
- ݼ - pomocí indického čísla 4 pod,[9]
- ࢢ - pomocí dvou teček vodorovně nad a jedné tečky pod.[10]

Historický zápis bosňáčtiny arabským písmem využíval variaty písmena s diakritkou se dvěma tečkami svisle pod (ڄ), s písmenem v pod, s obráceným písmenem v pod, s tečkou pod (ج) a se třemi tečkami pod (چ).
V hebrejštině písmenu ح odpovídá písmeno ח, v syrštině písmeno ܚ.